# Fosse no 18 - 18 bis du Groupe de Lens
La fosse no 18 - 18 bis du Groupe de Lens est un ancien charbonnage du Bassin minier du Nord-Pas-de-Calais, situé à Hulluch. La Compagnie des mines de Lens est nationalisée en 1946, et intègre le Groupe de Lens. Une nouvelle fosse composée de deux puits est entreprises à quelques centaines mètres de la fosse no 13. En 1952, le Groupe de Lens fusionne avec le Groupe de Liévin pour former le Groupe de Lens-Liévin. Une cité de Camus-hauts est construite au sud de la fosse, puis une cité d'habitations de plain-pied.
La fosse commence à extraire en 1954. Le puits no 18 assure l'aérage, alors que le puits no 18 bis, qui a conservé son chevalement de fonçage, assure le service et l'aérage. Les déchets sont envoyés sur le terril no 73, le terril no 73B est un cavalier minier. La fosse no 18 - 18 bis concentre l'extraction des fosses nos 3 - 4, 7 - 7 bis, 13 et 8 - 8 bis. La fosse no 18 - 18 bis cesse d'extraire en 1976, son lavoir a été arrêté un an plus tôt. Les puits sont remblayés en 1978 et les installations détruites en partie.
Le terril conique est exploité. Les Camus hauts sont détruits, et de nouvelles habitations construites. Au début du XXIe siècle, Charbonnages de France matérialise les têtes des puits nos 18 et 18 bis. Le site est partiellement occupé par une entreprise, la briqueterie fonctionne toujours.

## La fosse

### Fonçage
La Compagnie des mines de Lens est nationalisée en 1946, et intègre le Groupe de Lens. Les travaux des puits nos 18 et 18 bis débutent en 1947 à Hulluch, à 581 mètres au sud-ouest de la fosse no 13. En 1952, le Groupe de Lens fusionne avec le Groupe de Liévin pour former le Groupe de Lens-Liévin.
Le puits no 18 bis destiné au service et à l'aérage conserve son chevalement de fonçage, alors que le puits no 18 est doté en 1954 d'un chevalement portique haut de 49 mètres, pesant 350 tonnes et équipé de quatre molettes, le puits possède deux compartiments. Dans ses installations de surface, la fosse no 18 - 18 bis présente de grandes similitudes avec la fosse no 13 - 13 bis du Groupe de Béthune, sise à Sains-en-Gohelle.

### Exploitation
La fosse commence à extraire en 1954. Un triage, un lavoir et une briqueterie sont construits sur le carreau de fosse afin de traiter les charbons maigres du Groupe de Lens-Liévin. Contrairement au puits no 3 - 4 de la fosse Arenberg, la recette est située au niveau du sol, les produits sont alors repris à neuf mètres sous le niveau du sol par un tapis roulant. Ils sont alors expédiés vers le triage, puis vers le lavoir.
La fosse no 18 - 18 bis concentre alors l'extraction de la fosse no 3 - 4 des mines de Meurchin à Wingles, sise à 4 834 mètres à l'est-nord-est, de la fosse no 7 - 7 bis des mines de Lens à Wingles, sise à 3 023 mètres à l'est-nord-est, de la fosse no 13 des mines de Lens à Hulluch et de la fosse no 8 - 8 bis des mines de Béthune à Auchy-les-Mines, sise à 2 248 mètres au nord-ouest.
Le lavoir est arrêté en 1975, et l'extraction cesse à la fosse no 18 - 18 bis en 1976. Les puits nos 18 et 18 bis, respectivement profonds de 614 et 891 mètres, sont remblayés en 1978. La partie extractive est détruite.

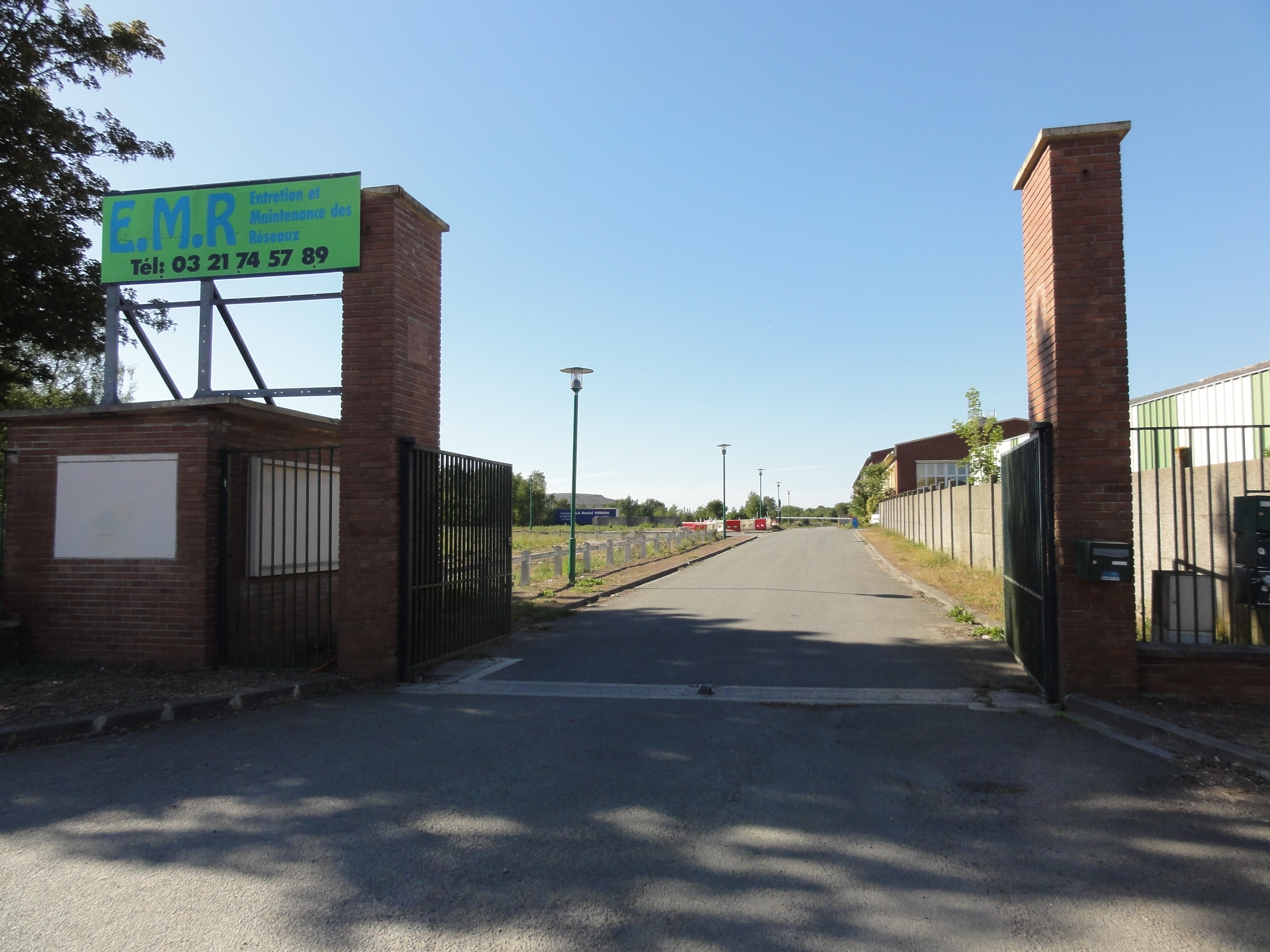
L'entrée de la fosse.
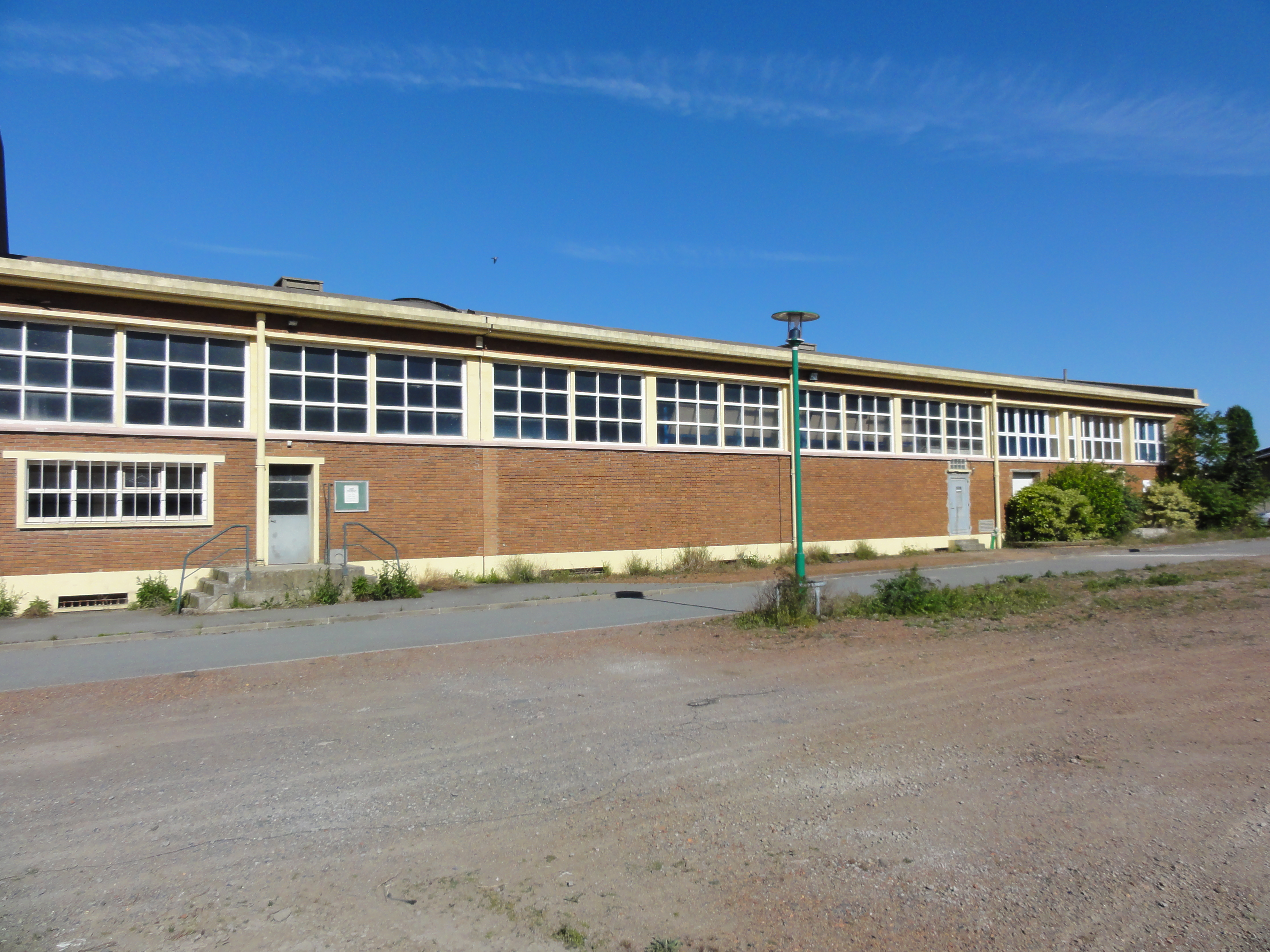
Les bureaux.
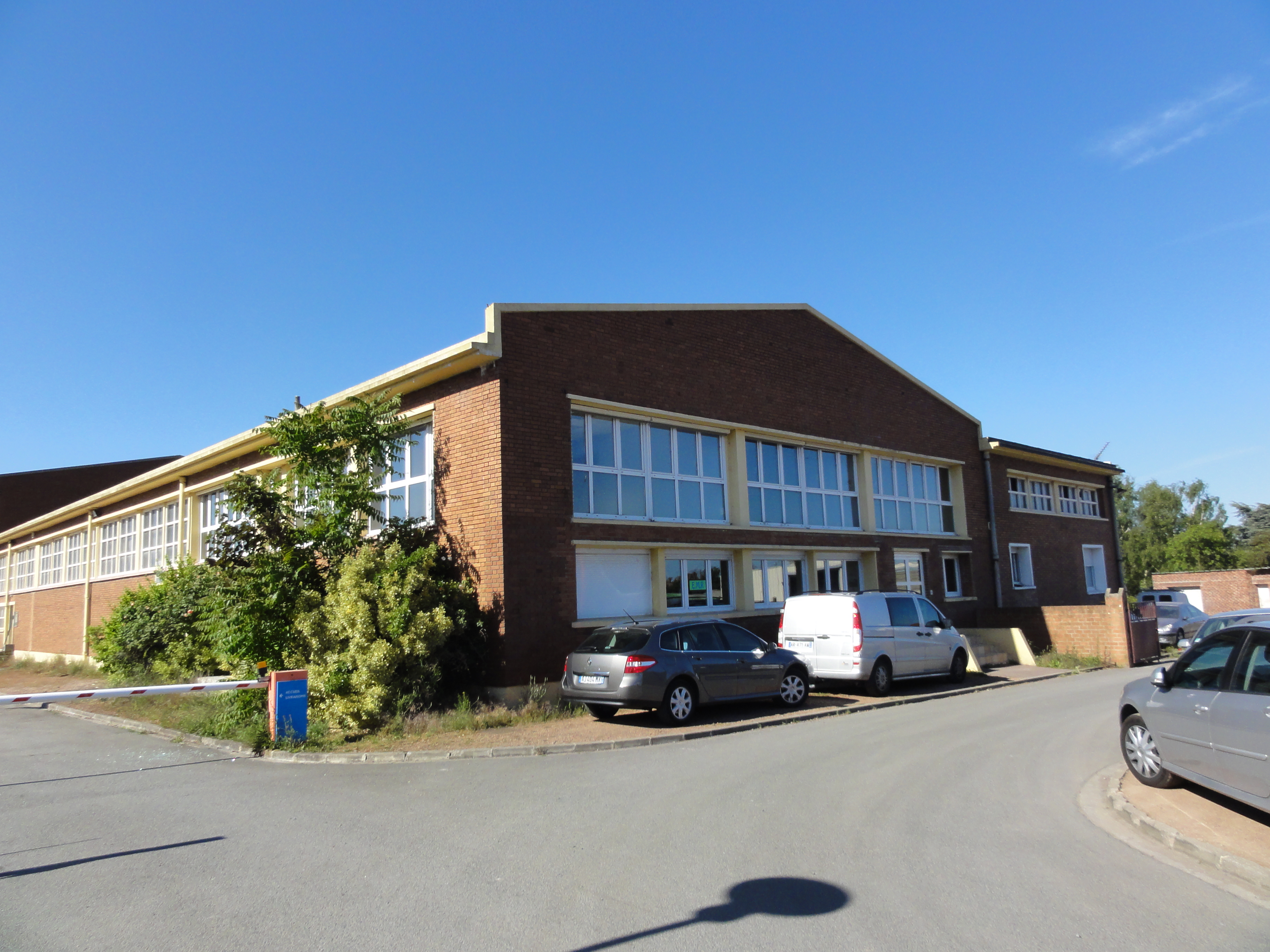
Les bureaux.
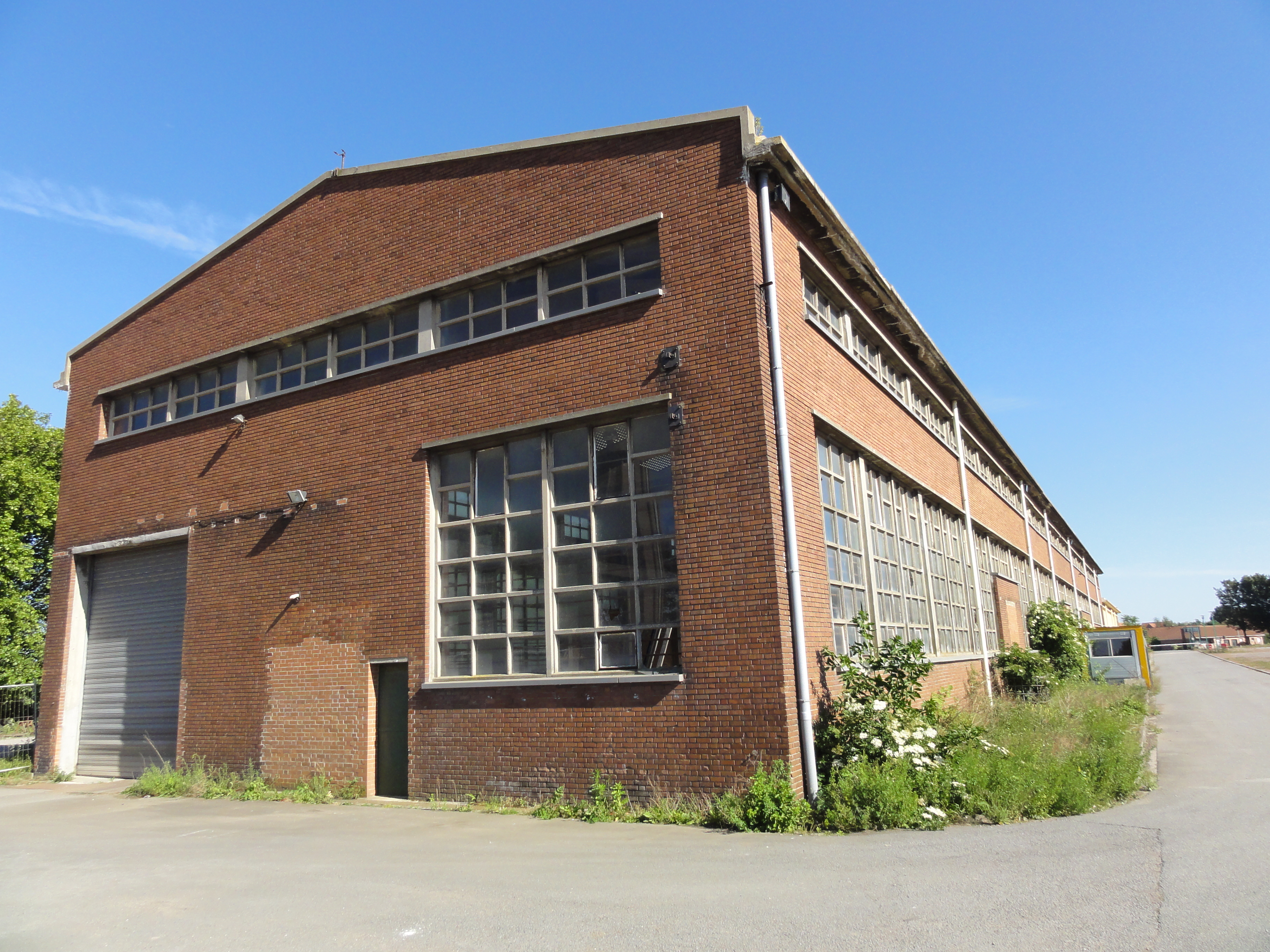
Les ateliers-magasins.
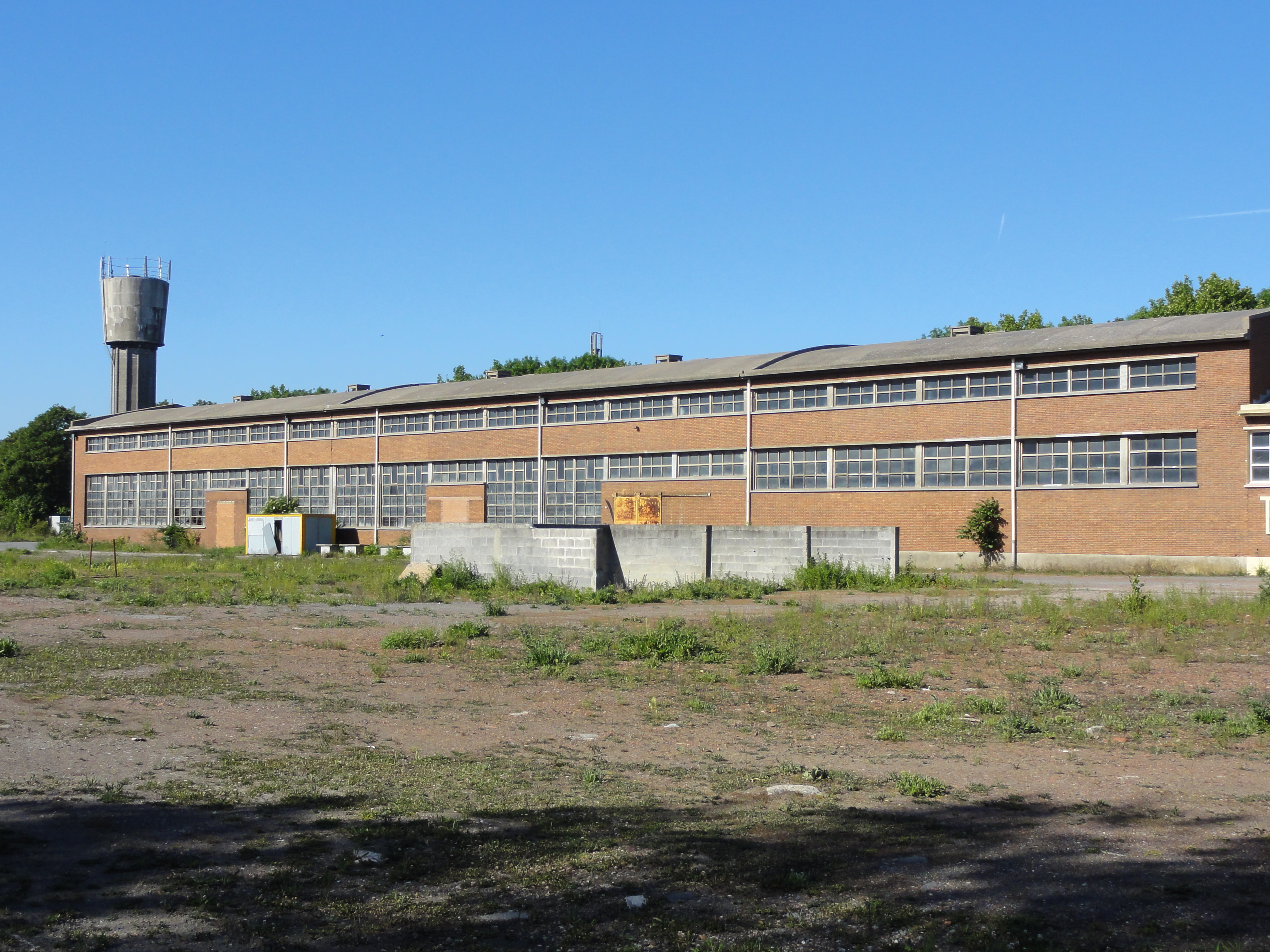
Le château d'eau et les ateliers-magasins.
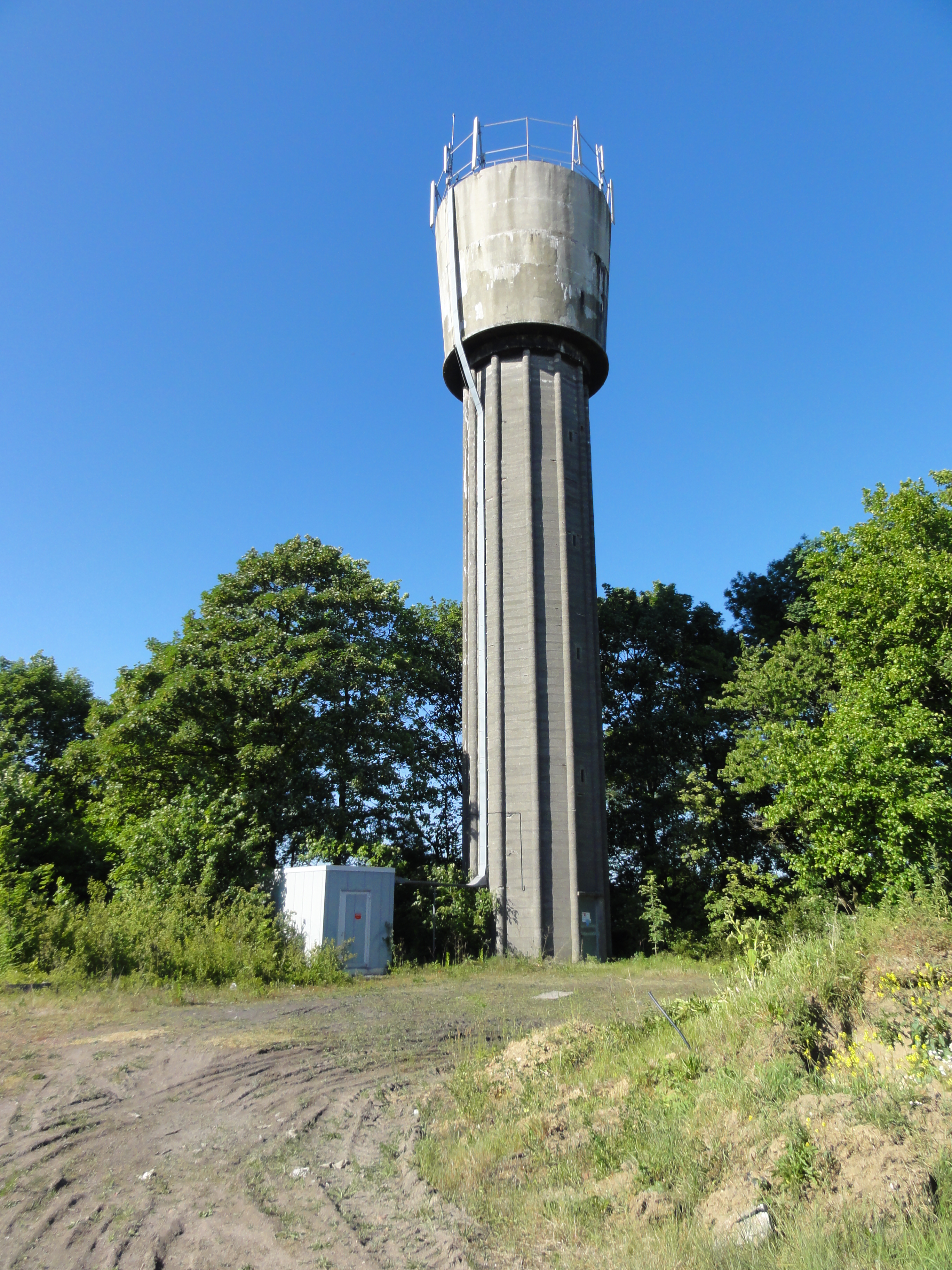
Le château d'eau.

### Reconversion
Au début du XXIe siècle, Charbonnages de France matérialise les têtes des puits nos 18 et 18 bis. Le BRGM y effectue des inspections chaque année. Il subsiste le poste de garde et l'entrée de la fosse, les bureaux, les ateliers-magasins et le château d'eau,.

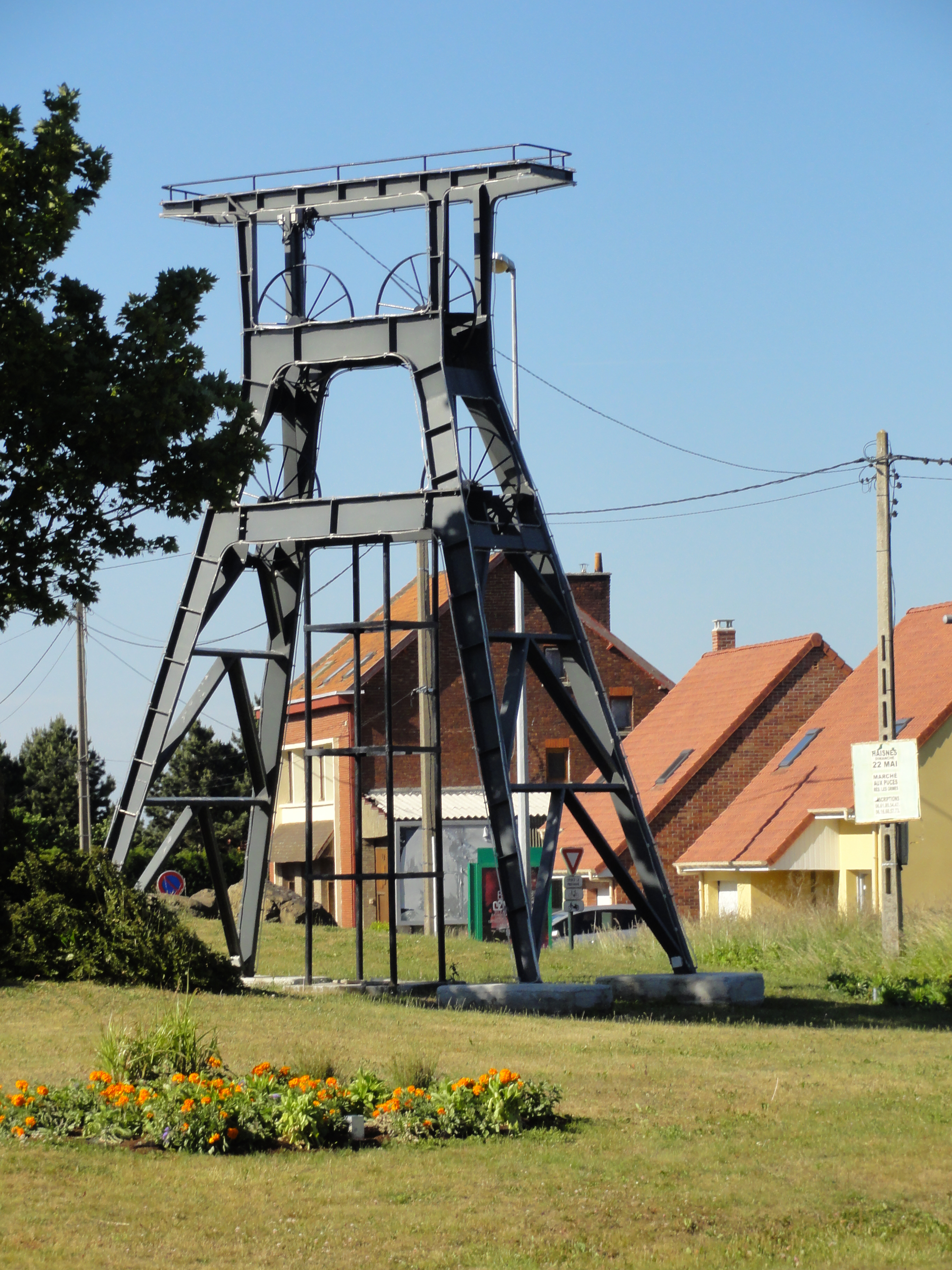
Une maquette du chevalement du puits no 18.
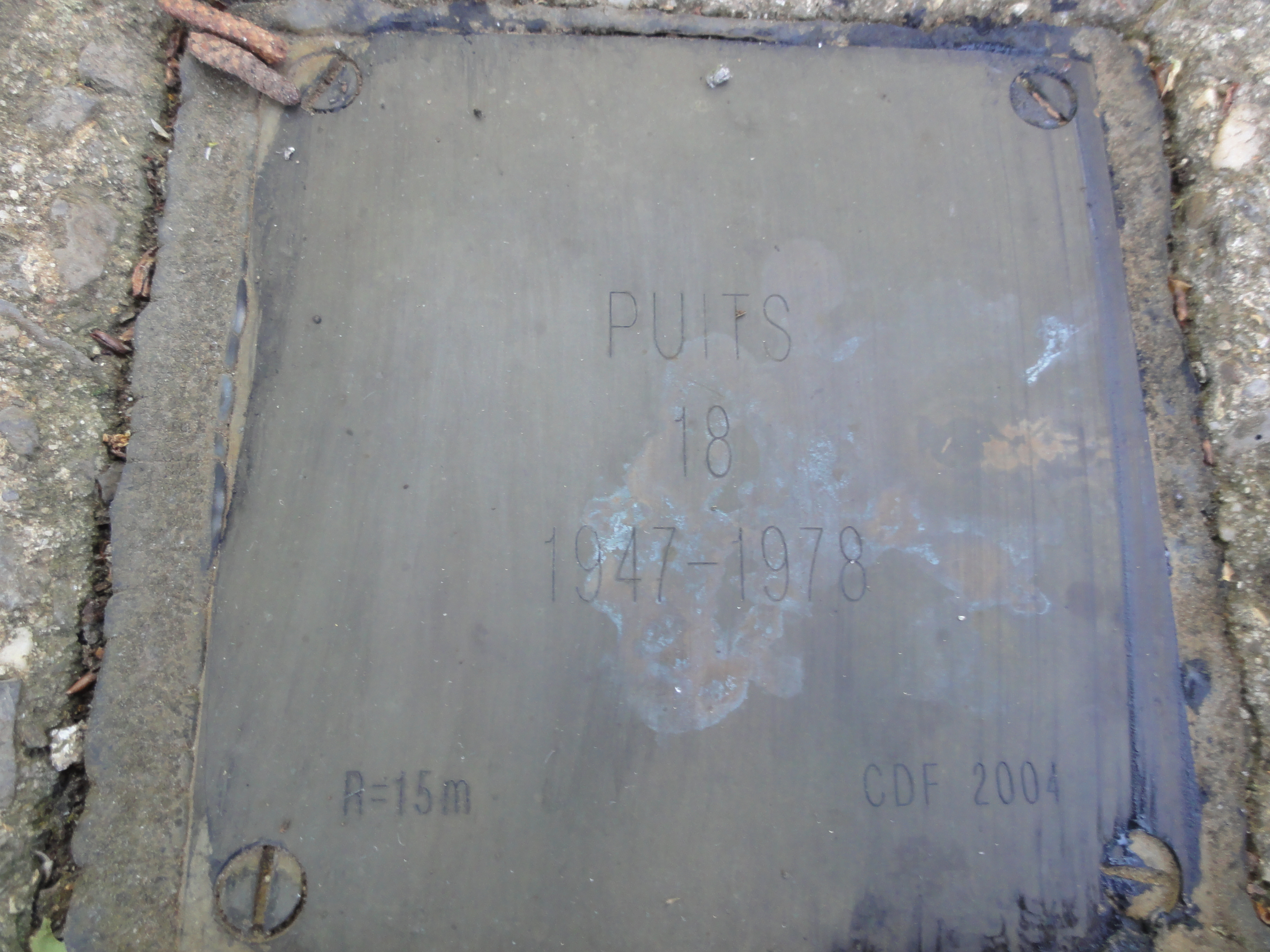
Puits no 18, 1947 - 1978.
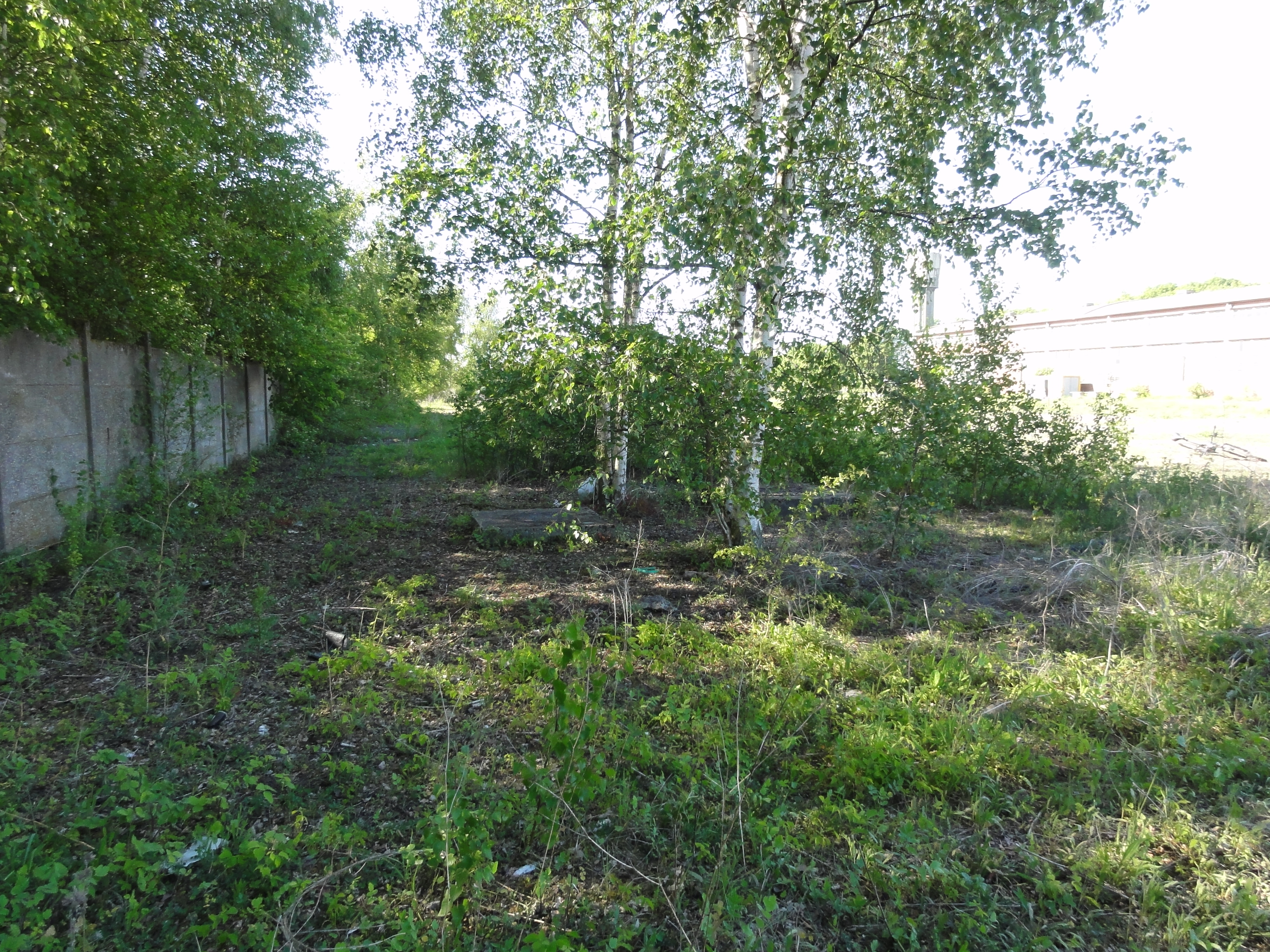
Le puits no 18 dans son environnement.
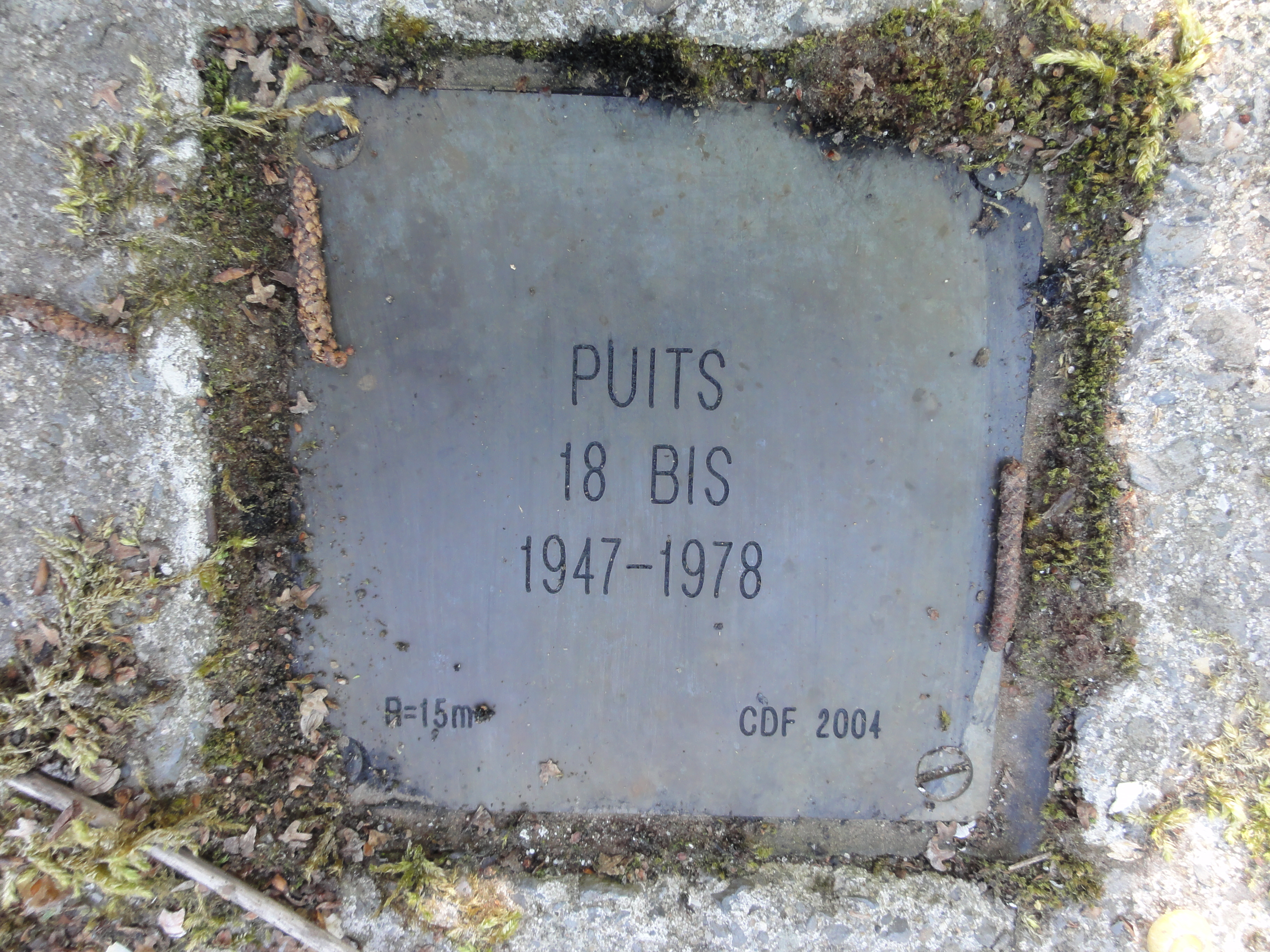
Puits no 18 bis, 1947 - 1978.
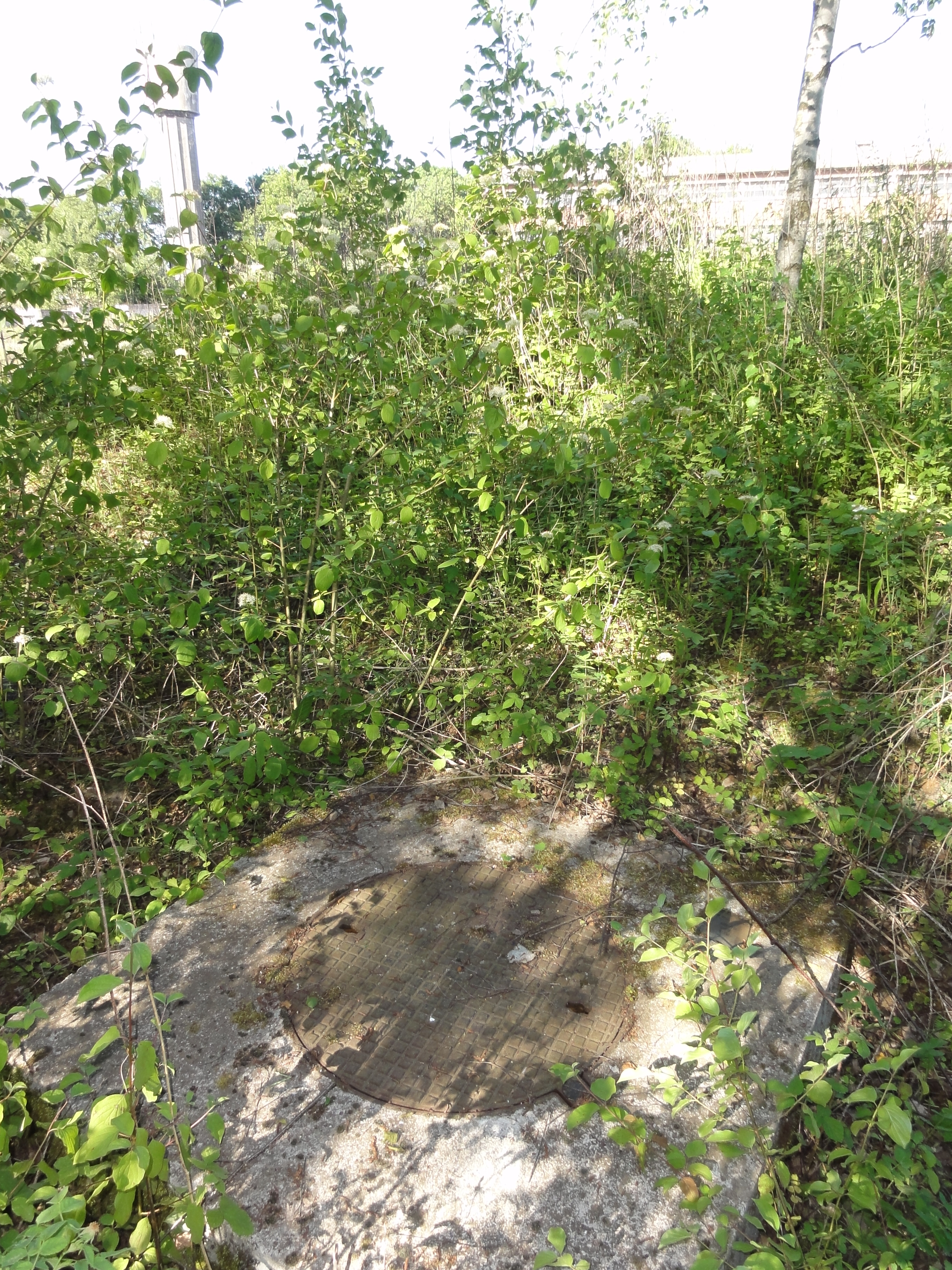
Le puits no 18 bis dans son environnement.
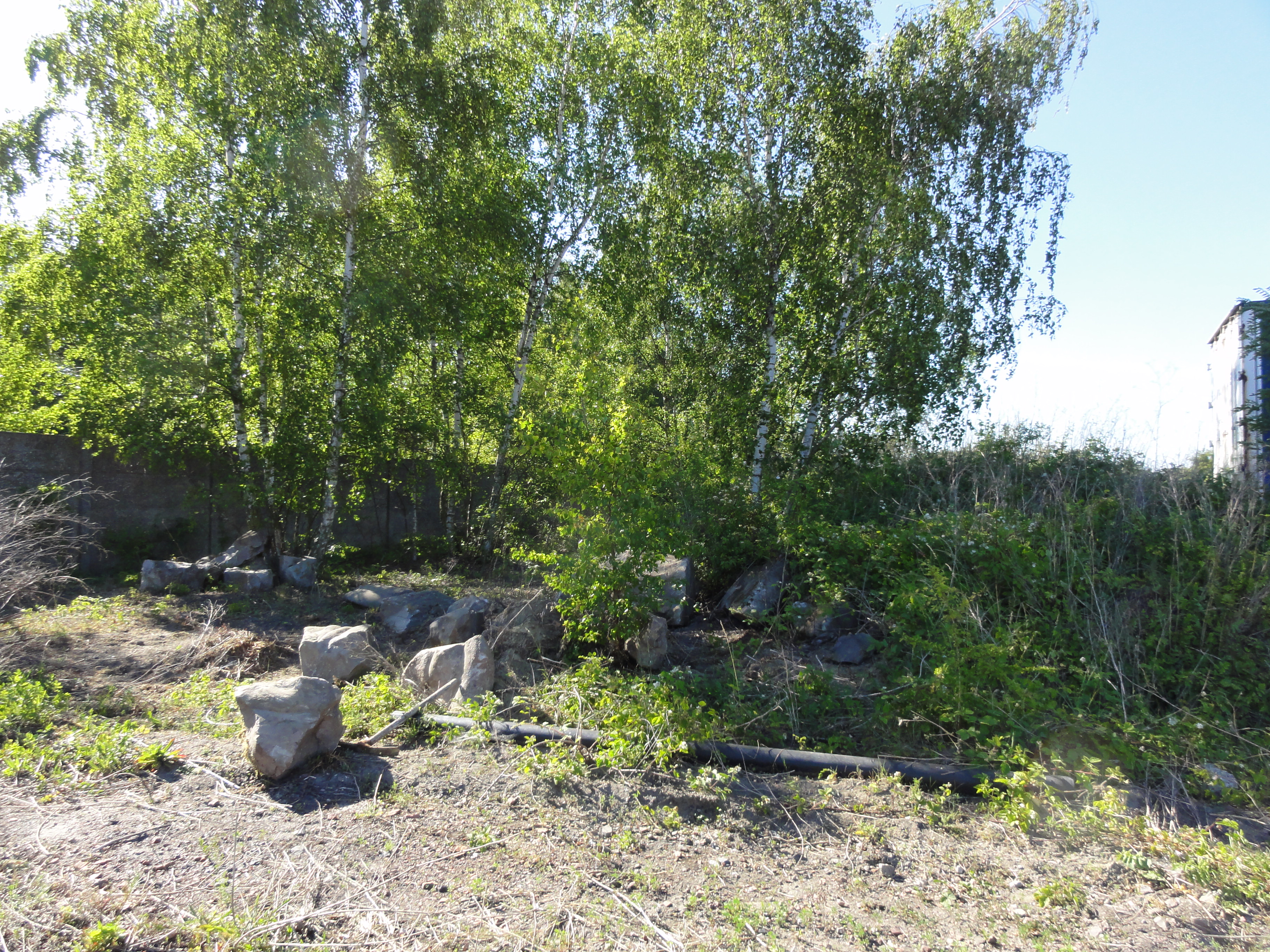
Le puits no 18 bis dans son environnement.

## Les terrils
Deux terrils résultent de l'exploitation de la fosse.

### Terrilno73, 18 de Lens
50° 29′ 37″ N, 2° 47′ 51″ E

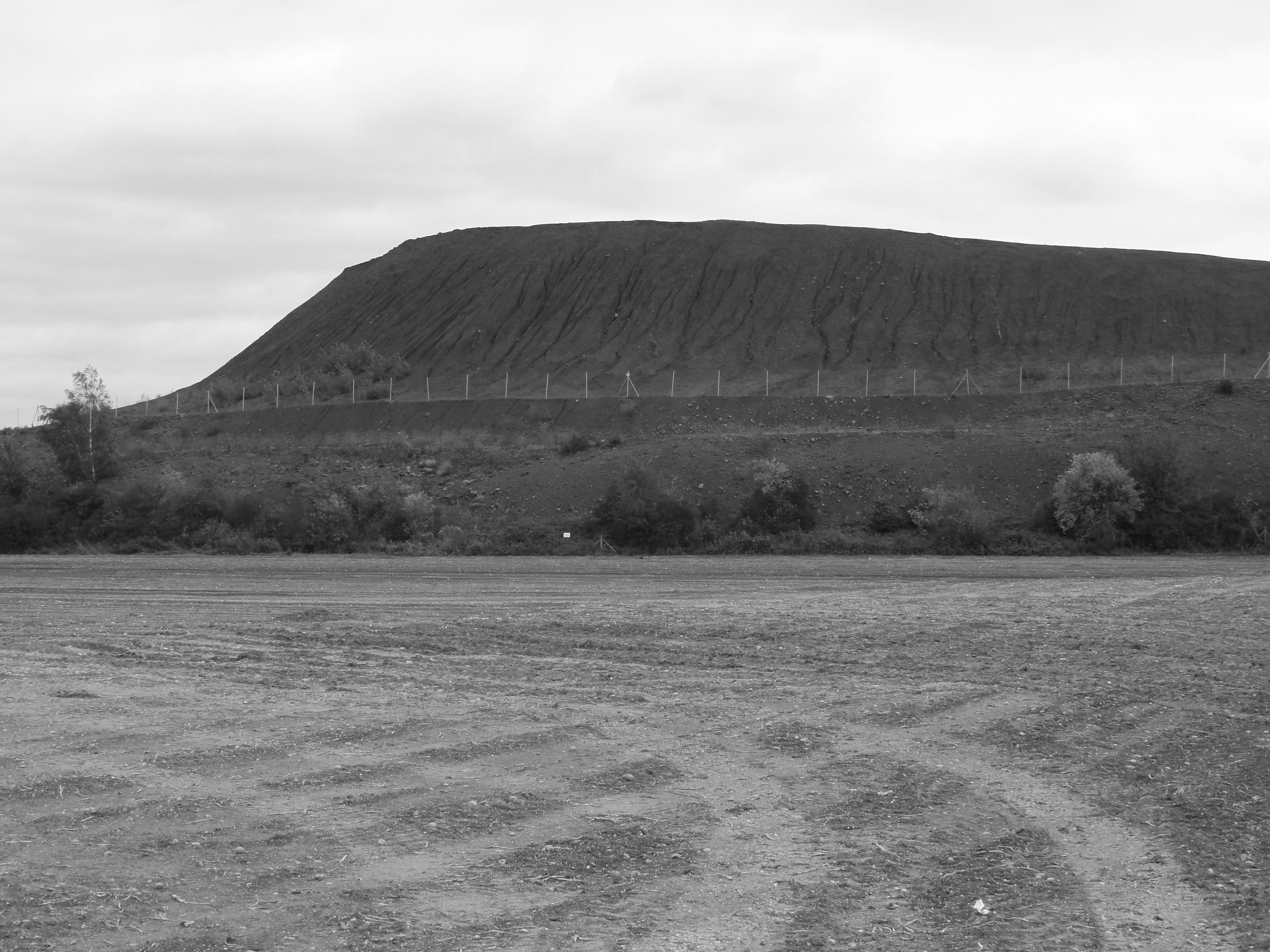
Le terril 18 de Lens.

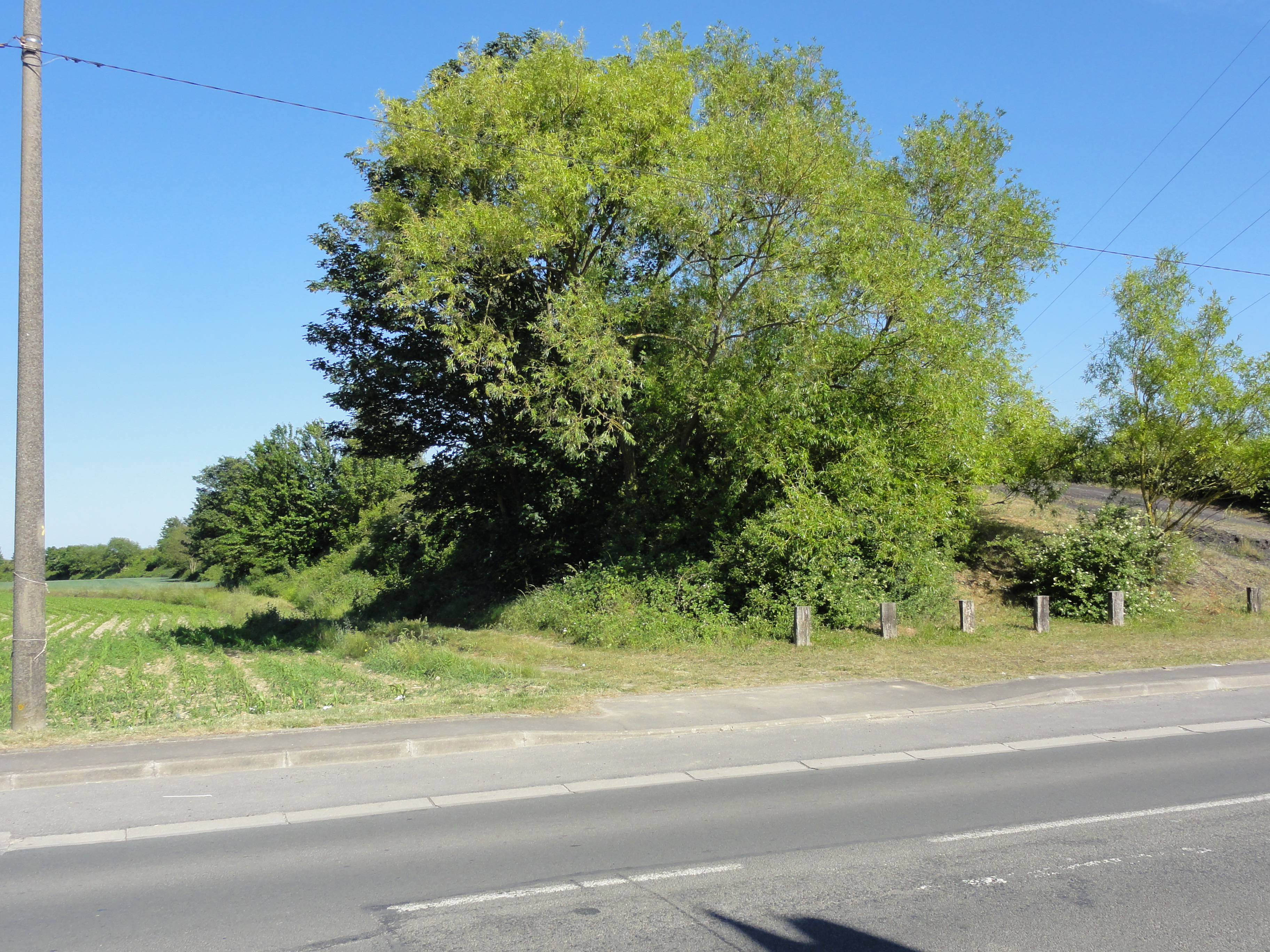
Le terril cavalier du 18 de Lens.

Le terril no 73, 18 de Lens, situé à Haisnes, est le terril conique de la fosse no 18 - 18 bis du Groupe de Lens, sise à Hulluch. Il a été en grande partie exploité.

### Terrilno73B, Cavalier du 18 de Lens
50° 29′ 45″ N, 2° 48′ 05″ E
Le terril no 73B, Cavalier du 18 de Lens, situé à Haisnes et Douvrin, est le terril cavalier raccordant la fosse no 18 - 18 bis du Groupe de Lens au réseau ferroviaire de la Compagnie des mines de Lens. Le terril a été édifié après la Nationalisation, à l'instar du terril no 73.

## Les cités
Des cités ont été établies au sud de la fosse. Les premières constructions sont des Camus hauts, ceux-ci ont tous été détruits, et remplacés par de nouvelles construction. Des habitations de plain-pied ont été construites à l'ouest de cette cité de préfabriqués.

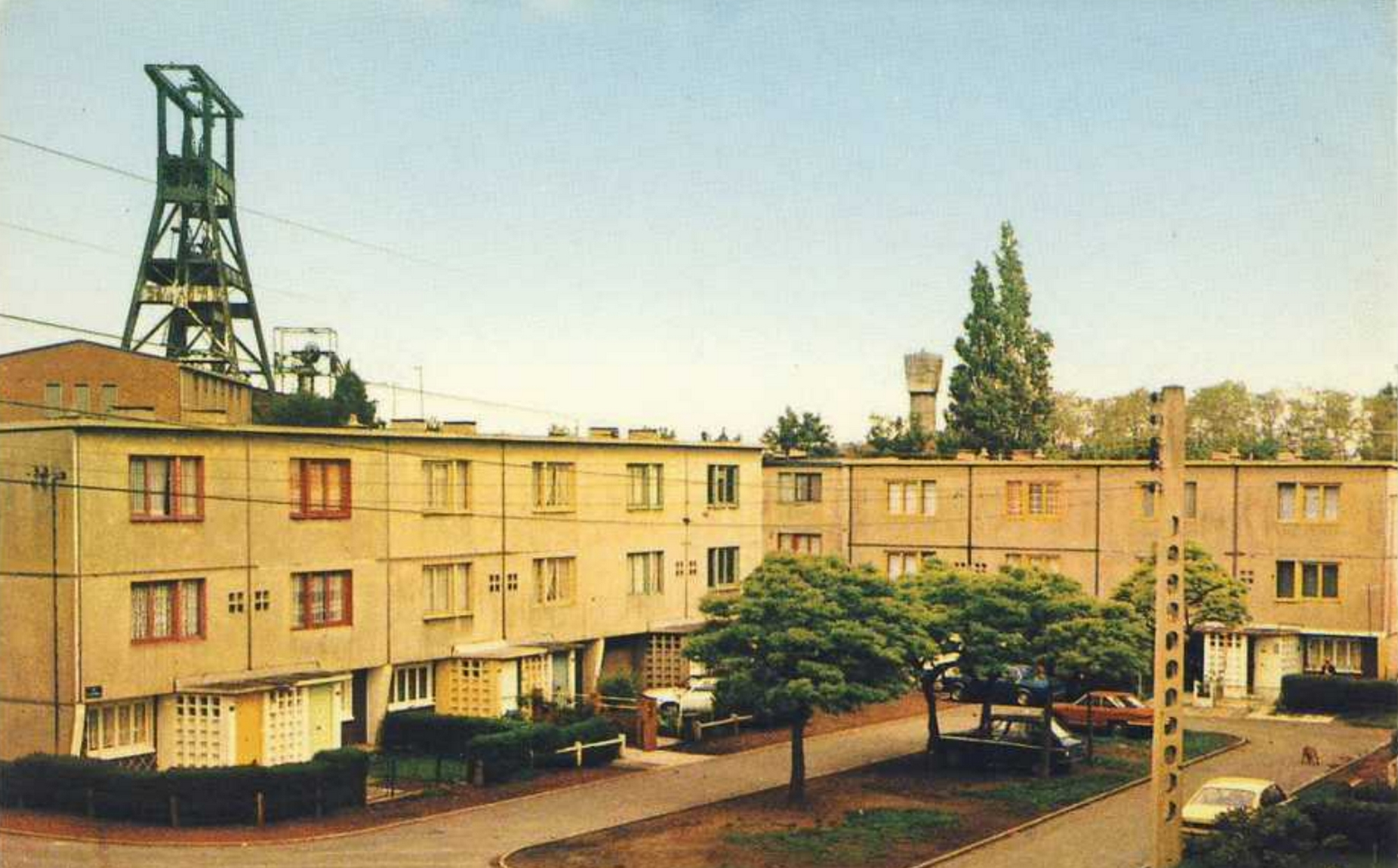
Les Camus hauts.
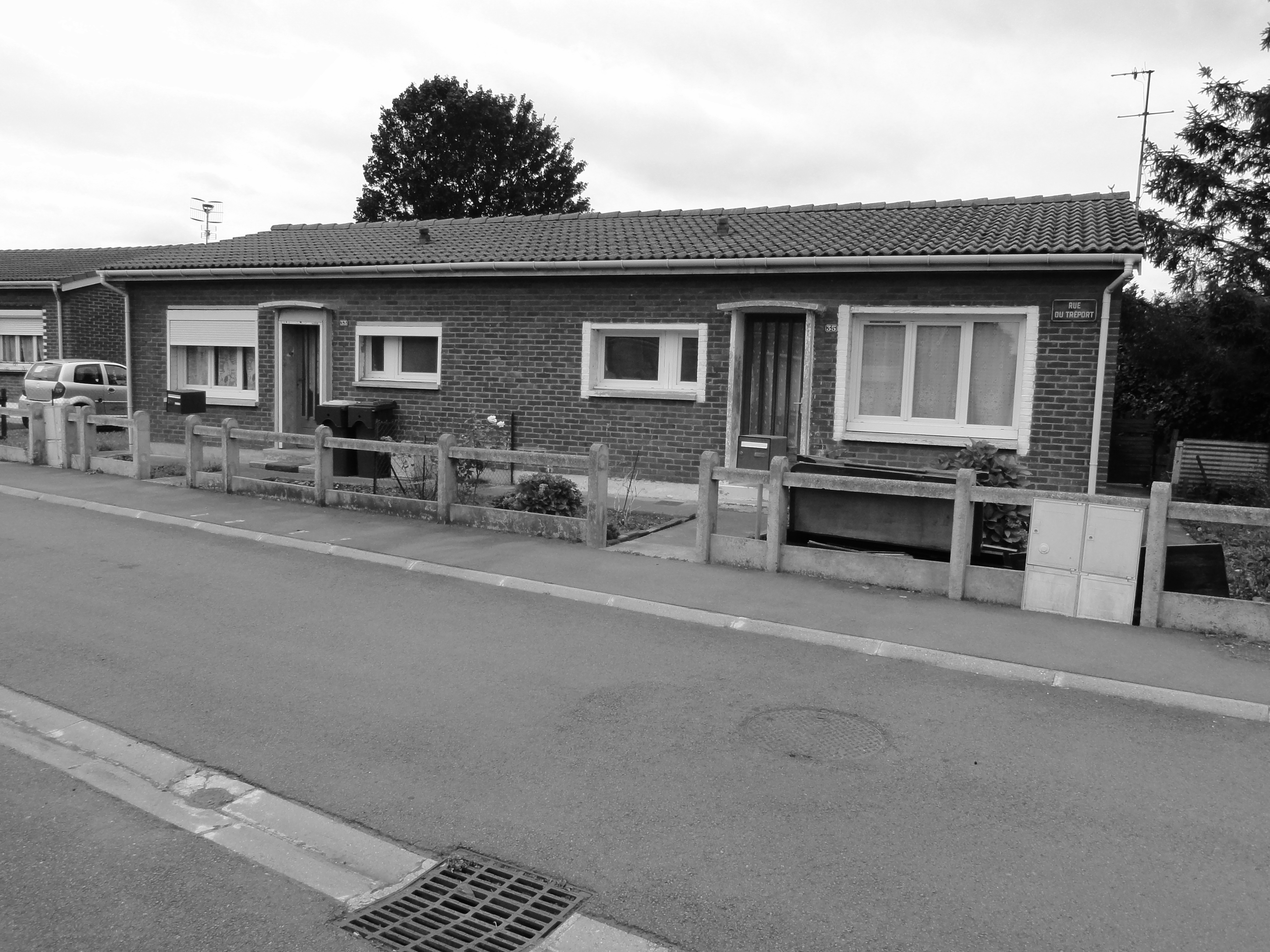
Des habitations groupées par deux.
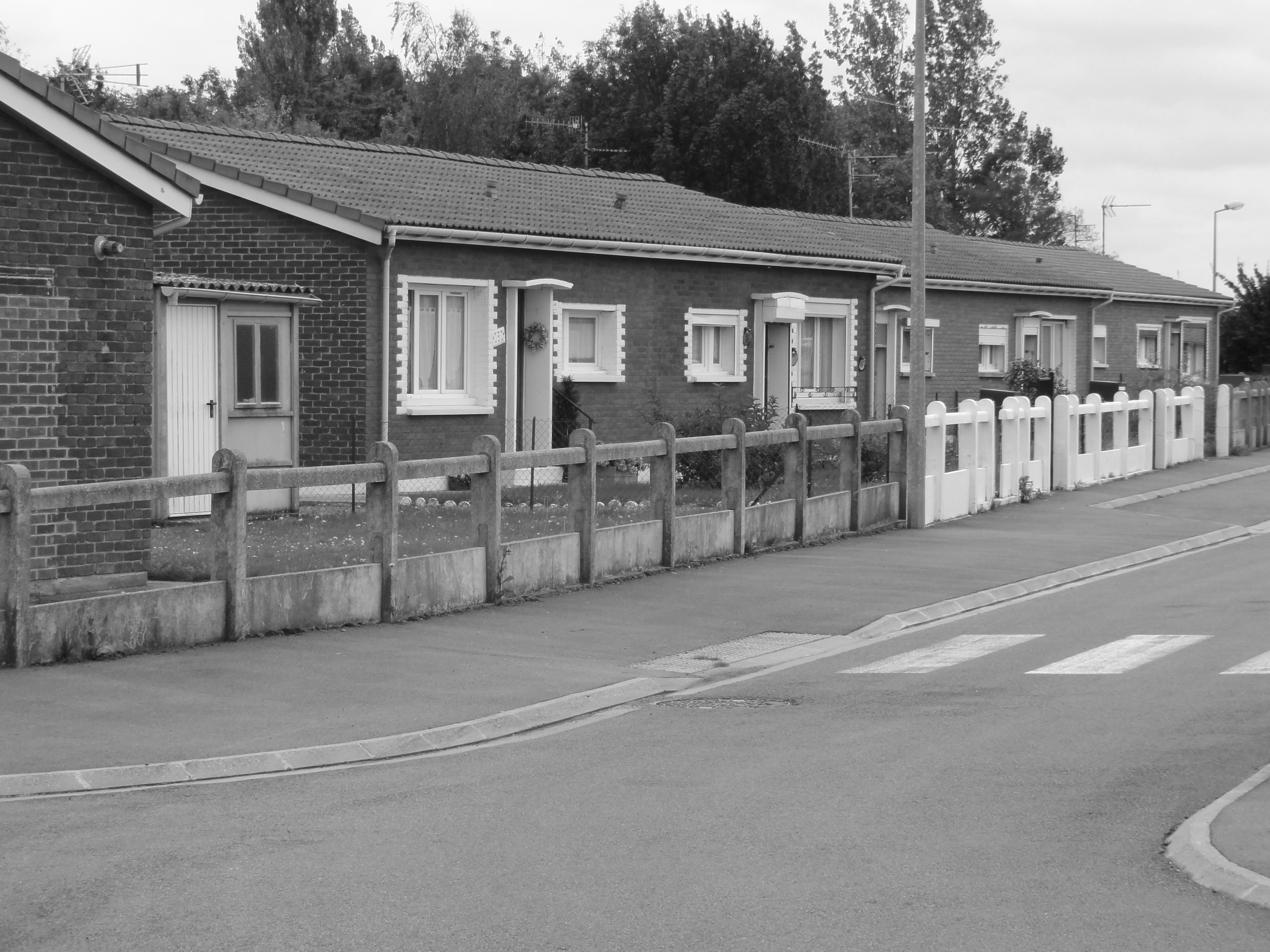
Des habitations groupées par deux.
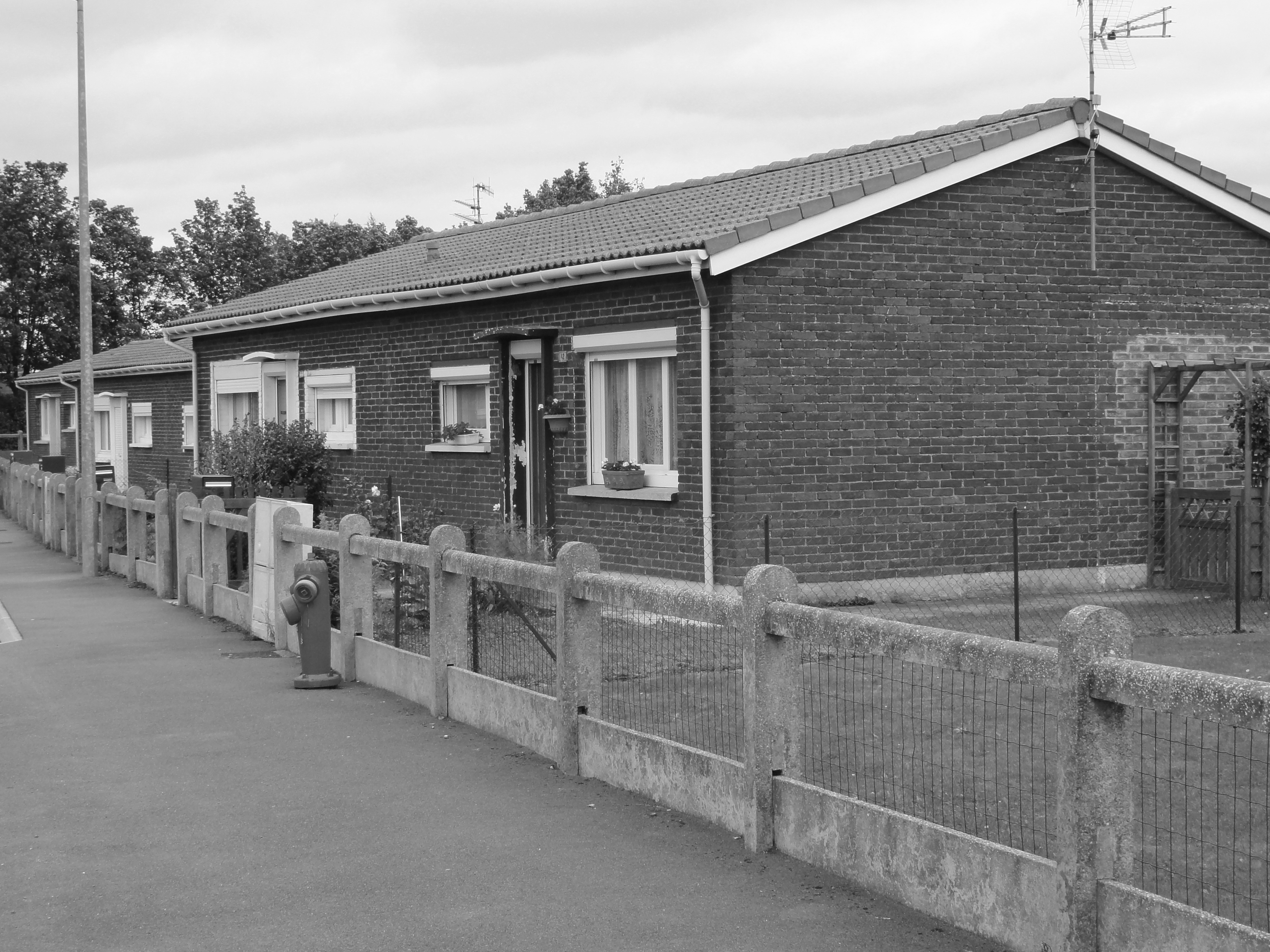
Des habitations groupées par deux.